# Orii Takao
Orii Takao (折井 孝男; Hepburn: Orii Takao)(Japán, 20. század –) japán válogatott labdarúgó, később a japán női labdarúgó-válogatott szövetségi kapitánya is volt.